# Hierão II
Hierão ou Hieron, feito rei com título de Hierão II (c. 307 a.C. — 216 a.C.), foi tirano de Siracusa, na Sicília, entre 270 ou 265 e 216 a.C.

## Biografia
Depois da marcha desastrosa de Pirro, rei de Epiro, à Sicília em 276 a.C., os siracusanos nomearam Hierão comandante de suas tropas. Reivindicava para si ascendência nobre, como filho ilegítimo de Hierocles, que dizia-se descendente de Gelão I, imperador no século V a.C. Afirmou sua posição casando-se com Filistes, filha de Leptines, que era o cidadão mais poderoso de Siracusa.
Em 270 a.C., derrotou os mamertinos em Centúripas, confirmando a vitória depois em Milas, obrigando-os a refugiarem-se em Messina. Após estas vitórias, Hierão voltou a Siracusa, que já enfrentava as hostilidades dos cartagineses, ocasião em que foi eleito rei, com o nome de Hierão II.
Em 265 a.C., tentou expulsar os mamertinos de Messina, aliando-se para tal a Cartago. Os mamertinos chamaram Roma em seu auxílio, tendo início assim a Primeira Guerra Púnica. Depois de um primeiro revés frente aos romanos, Hierão decidiu submeter-se a Roma em 263 a.C., não interferindo no conflito romano-púnico, e conservando assim uma relativa independência sob a tutela de Roma.
Com a sua morte, em 215 a.C., triunfou na cidade a facção que apoiava a aliança com Cartago, durante a Segunda Guerra Púnica. Siracusa declarou, então, guerra a Roma, ocasião em que os inventos de Arquimedes tiveram vital importância para a resistência contra as forças navais romanas, mas não o suficiente para evitar que a cidade viesse a cair.